# Der Kampf um die Insel
Der Kampf um die Insel ist der deutsche Titel des ersten Buchs der zwölfteiligen Reihe „Swallows and Amazons“ des britischen Autors Arthur Ransome.

## Hintergrund
Die englische Originalausgabe wurde unter dem Titel Swallows and Amazons (der nachfolgend auch zum Reihentitel wurde) erstmals am 1. Dezember 1930 veröffentlicht, wobei die Handlung im Sommer 1929 im englischen Lake District spielt. Das Buch stellt in der englischen Fassung als Hauptfiguren John, Susan, Titty (Spitzname von Mavis Altounyan, die Ransome als Vorbild für den Charakter Titty diente, aus Joseph Jacobs Kindergeschichte Titty Mouse and Tatty Mouse) und Roger Walker (Swallows), ihre Mutter Mary Walker, ihre kleine Schwester (Bridget – Spitzname Vicky) sowie Nancy (eigentlich Ruth, aber Piraten sind rücksichtslos, englisch ruthless) und Peggy Blackett (Amazons), ihren Onkel Jim (James Turner), der gemeinhin als „Kapitän Flint“ (nach dem Piraten aus Stevensons Schatzinsel) bezeichnet wird, und ihre verwitwete Mutter Molly Blackett vor.
Das Buch wurde durch einen Sommer inspiriert, in dem Ransome die Kinder seiner Freunde, der Altounyans, im Segeln unterrichtete. Drei der Namen der Altounyan-Kinder werden direkt für die Familie Walker übernommen. Ransome und Ernest Altounyan kauften zwei kleine Segelboote namens Swallow und Mavis. Ransome behielt Swallow, bis er es einige Jahre später verkaufte, während Mavis in der Altounyan-Familie blieb und nun im Ruskin Museum in Coniston dauerhaft ausgestellt ist. Später versuchte Ransome jedoch, die altounyanischen Verbindungen herunterzuspielen, indem er die anfängliche Widmung von Schwalben und Amazonen änderte und ein neues Vorwort schrieb, das andere Quellen enthielt.
James Turner scheint in gewisser Weise selbst ein Vorbild für Ransome zu sein. Die Geschichte, die im August 1929 spielt, umfasst einen Großteil des alltäglichen Lebens im Lake District, von den Bauern bis zu den Köhlern, die in den Wäldern arbeiten; Corned Beef, das die Kinder als Pemmikan bezeichnen, und Limonade, die sie Grog nennen, erscheinen als normale Lebensmittel für die Camper; das Leben auf der Insel erlaubt auch gelegentliche Hinweise auf die Geschichte von Robinson Crusoe.
Laut Ransome ist jeder Ort in seinem Buch im Lake District zu finden, aber er nahm verschiedene Orte und platzierte sie auf unterschiedliche Weise: Der See ist eine fiktionalisierte Version von Windermere, aber die umliegende Landschaft ähnelt eher der um Coniston Water. Die Wildkatzeninsel, der Standort des Insel-Camps, weist Elemente von Peel Island in Coniston und Blake Holme (oder Blakeholme) in Windermere auf. Holly Howe, das Bauernhaus, in dem die Schwalben wohnen, basiert auf der Bank Ground Farm, die bis heute existiert.

## Handlung
Das Buch erzählt von den Abenteuern zweier Kinderfamilien. Dazu gehören Segeln, Zelten, Fischen, Entdeckungen und das Piratendasein auf einer Insel, der Wildkatzeninsel (Wild Cat Island). Die Walker-Kinder (John, Susan, Titty und Roger; die Schwalben) wohnen während der Schulferien auf einem Bauernhof (Holly Howe) in der Nähe eines Sees im Lake District von England. Sie segeln mit einer geliehenen Jolle namens Schwalbe (Swallow) und treffen die Blackett-Kinder (Nancy und Peggy; die Amazonen), die mit einer Jolle namens Amazone (Amazon) segeln. Die Walkers zelten auf einer Insel im See, während die Blacketts in ihrem Haus in der Nähe wohnen. Als die Kinder sich treffen, vereinbaren sie, sich gegen einen gemeinsamen Feind zusammenzuschließen – den Onkel der Blacketts, Kapitän Flint (Jim Turner). Turner, normalerweise ein Verbündeter seiner Nichten, hat sich in diesem Sommer zurückgezogen, um seine Memoiren zu schreiben, und ist daher ausgesprochen ruhebedürftig. Nachdem Nancy und Peggy auf dem Dach seines Hausbootes ein Feuerwerk entzündet haben, verdächtigt er die Walkers. Er weigert sich, sie auch nur anzuhören, als sie versuchen, ihm eine Warnung vor Einbrechern in der Gegend zu übermitteln.
Um zu bestimmen, wer in ihrer Kampagne gegen Kapitän Flint die Führung übernehmen soll, wetteifern die Schwalben und die Amazonen darum, wer das Boot der jeweils anderen erobern kann. Als Teil ihrer Strategie segeln die Schwalben nachts über den See. Sie gewinnen den Wettstreit – dank Titty, die die Amazone entert, als die Amazonen auf die Wildkatzeninsel kommen. In der gleichen Nacht hört Titty verdächtige Stimmen, die von einer anderen Insel – der Kormoraninsel – kommen, und am Morgen stellt sich heraus, dass in Turners Hausboot eingebrochen und sein Koffer gestohlen wurde. Turner gibt erneut den Schwalben die Schuld, ist aber schließlich davon überzeugt, dass er sich irrt und fühlt, dass es falsch war, sich den ganzen Sommer über von den Abenteuern seiner Nichten zu distanzieren. Die Schwalben, Amazonen und Turner untersuchen die Kormoraninsel, aber sie können Turners fehlenden Koffer nicht finden.
Am nächsten Tag kommt es zu einer Seeschlacht zwischen Kapitän Flint und den Kindern. Nach seiner Niederlage wird Turner gezwungen, auf seinem eigenen Hausboot über die Planke zu gehen. Beim Fest nach der Schlacht sind sie sich einig, dass Titty und Roger am letzten Tag ihres Urlaubs zur Kormoraninsel zurückkehren, während die anderen zum Fischen gehen. Titty findet den Koffer, der Turners Memoiren enthält, und wird mit Turners grünem Papagei belohnt.

## Ausgaben
- Arthur Ransome: Swallows and Amazons. Vintage Childrens Classics, London, 2012, ISBN 978-0-09-957279-4

deutsche Übersetzungen
- Der Kampf um die Insel – Segelfahrten, Entdeckungen und Kämpfe der „Schwalben“ und „Amazonen“. Ein Kinderroman. Leicht gekürzte Übertragung von Wilhelm Fronemann, Ill. von K. F. Brust. Union Deutsche Verlagsgesellschaft, Stuttgart 1933.
- Der Kampf um die Insel. Aus dem Englischen übersetzt von Edith Gradmann-Gernsheim, Textzeichnungen von Margery Gill. Sauerländer, Aarau und Frankfurt 1966.[7]
- Schwalben und Amazonen - 2015 neu übersetzt, erhältlich als E-Book

Buchbesprechung der Neuübersetzung